# Euceros dentatus
Euceros dentatus là một loài tò vò trong họ Ichneumonidae.